# Pristava (Ljutomer, Slovenija)
Pristava je naselje u slovenskoj Općini Ljutomeru. Pristava se nalazi u pokrajini Štajerskoj i statističkoj regiji Pomurju. 

## Stanovništvo
Prema popisu stanovništva iz 2002. godine naselje je imalo 277 stanovnika.